# The Grey Man EP
The Grey Man EP è un EP dei Copeland, pubblicato il 24 febbraio 2009 dalla Tooth & Nail Records.
Il disco contiene l'omonimo brano e le tracce bonus dell'edizione LP di You Are My Sunshine, del 2008.

## Tracce
Testi e musiche di Aaron Marsh, eccetto dove indicato.
1. The Grey Man – 4:15
2. What Cannot Be Found (Part 1) – 2:07
3. Every Silence – 4:02
4. You Are My Sunshine – 3:18 (Jimmie Davis, Charles Mitchell)

Tracce bonus
1. The Grey Man (Music Video) – 4:10
2. Not So Tough Found Out (Music Video) – 9:21

## Formazione
- Aaron Marsh – voce, chitarra, basso, tastiera
- Bryan Laurenson – chitarra
- Jonathan Bucklew – batteria, percussioni